# Ночная красавица
Не путать с растением ялапа
Ночна́я краса́вица, или Мира́билис слаби́тельный (лат. Mirábilis jalápa) — типовой вид рода Мирабилис (Mirabilis) семейства Никтагиновые (Nyctaginaceae). Родина — Мексика. Сейчас он распространён во многих тропических регионах и является популярным декоративным растением. 
В первом издании «БСЭ», под названием Ночная красавица описывается другое растение.
Латинское название образовано от лат. mirabilis — «удивительный» и Халапа (Jalapa) — название города в Мексике.

## Ботаническое описание
Многолетнее травянистое растение 30—80 см высотой, в некоторых районах выращивается как однолетнее. Корни вздутые, клубневидные. Стебли прямостоячие, густо ветвящиеся, красноватые, одревесневают в нижней части. Листья простые, супротивные, удлинённо-яйцевидные, цельнокрайные, неопушённые, на коротких черешках.
Щитковидные соцветия содержат 3—5 сидячих цветков, окружённых чашевидной обёрткой. Они открываются во второй половине дня, издают сильный сладковатый аромат и таким образом привлекают длиннохоботковых ночных бабочек-опылителей семейства бражники (Sphingidae) (энтомофилия). Цветки воронковидные, до 2,5 см в диаметре. Лепестки срастаются с образованием воронковидного венчика, могут быть самых разнообразных цветов: белого, розового, пурпурного, красного и жёлтого, а также различных переходных цветов. Тычинок 5, пестик с верхней, одногнёздной, завязью и коротким столбиком. Плод — довольно крупная семянка, тёмно-коричневая, с пятью острыми ребрами, содержит одно семя.

## Генетика
Около 1900 года Карл Корренс использовал ночную красавицу для изучения цитоплазматической наследственности. Он использовал пёстрые листья растения, чтобы доказать, что, помимо ядра, существуют и другие факторы, влияющие на фенотип и не следующие законам Менделя. Корренс предположил, что окраска листьев наследуется только от одного родителя.
Кроме того, от скрещивания красноцветковых растений с белоцветковыми получаются розоцветковые, а не красноцветковые отпрыски. В этом случае наблюдается особый вариант менделевских законов наследования, поскольку оба гена равноценны и ни один не доминирует над другим. Этот феномен получил название неполного доминирования.

## Хозяйственное значение и применение

### Пищевое применение
Листья растения возможно употреблять в пищу. Цветки используют для окрашивания еды. Получаемый из цветков малиновый краситель применяют для подкрашивания пирожных и желе.

### Медицинское применение
Части растения обладают мочегонными и ранозаживляющими свойствами. Клубни обладают слабительным эффектом (отсюда другое русское название). Листья используют для уменьшения воспаления, а их отвар применяют для лечения гнойников. Сок листьев можно использовать для заживления ран.
Семена некоторых сортов используют как косметическое или красящее средства. Семена считаются ядовитыми.

### Декоративное применение
Ночная красавица происходит из тропиков Южной Америки, однако сейчас этот вид акклиматизирован по всем тропическим и тёплым умеренным регионам. В прохладных умеренных районах надземные части растения погибают от первого мороза, вырастая следующей весной из сохранившихся в земле клубней. Лучше всего растёт на открытом солнце. Растение очень быстро размножается и заполоняет весь сад. Некоторые садоводы рекомендуют замачивать семена перед посадкой, но в этом нет строгой необходимости.

### Применение у ацтеков
В произведении «Общая история дел Новой Испании» (1547—1577) Бернардино де Саагун, опираясь на сведения ацтеков о свойствах растений, привёл различные сведения, предположительно, о мирабилис ялапа, в частности, о том, что:

Ацомиатль, или ацойатль. Он душистый, пряного аромата. У него есть цветы; много цветов. У него есть листва; толстые листья; он даёт много тени. У его ветвей форма диска; образует диск своими ветвями. В месте, где изобилует ацомиатль, остаётся вонь; он воняет. Он даёт тень; даёт много тени; он продолжает давать тень.

## Биологическая активность
Гидроэтанольный экстракт корня Mirabilis jalapa продемонстрировал свойства афродизиаков в исследованиях in silico, in vitro и in vivo на самцах крыс.

## Разновидности
Выделяют следующие разновидности:
- Mirabilis jalapa var. jalapa
- Mirabilis jalapa var. procera (Bertol.) Choisy[14]

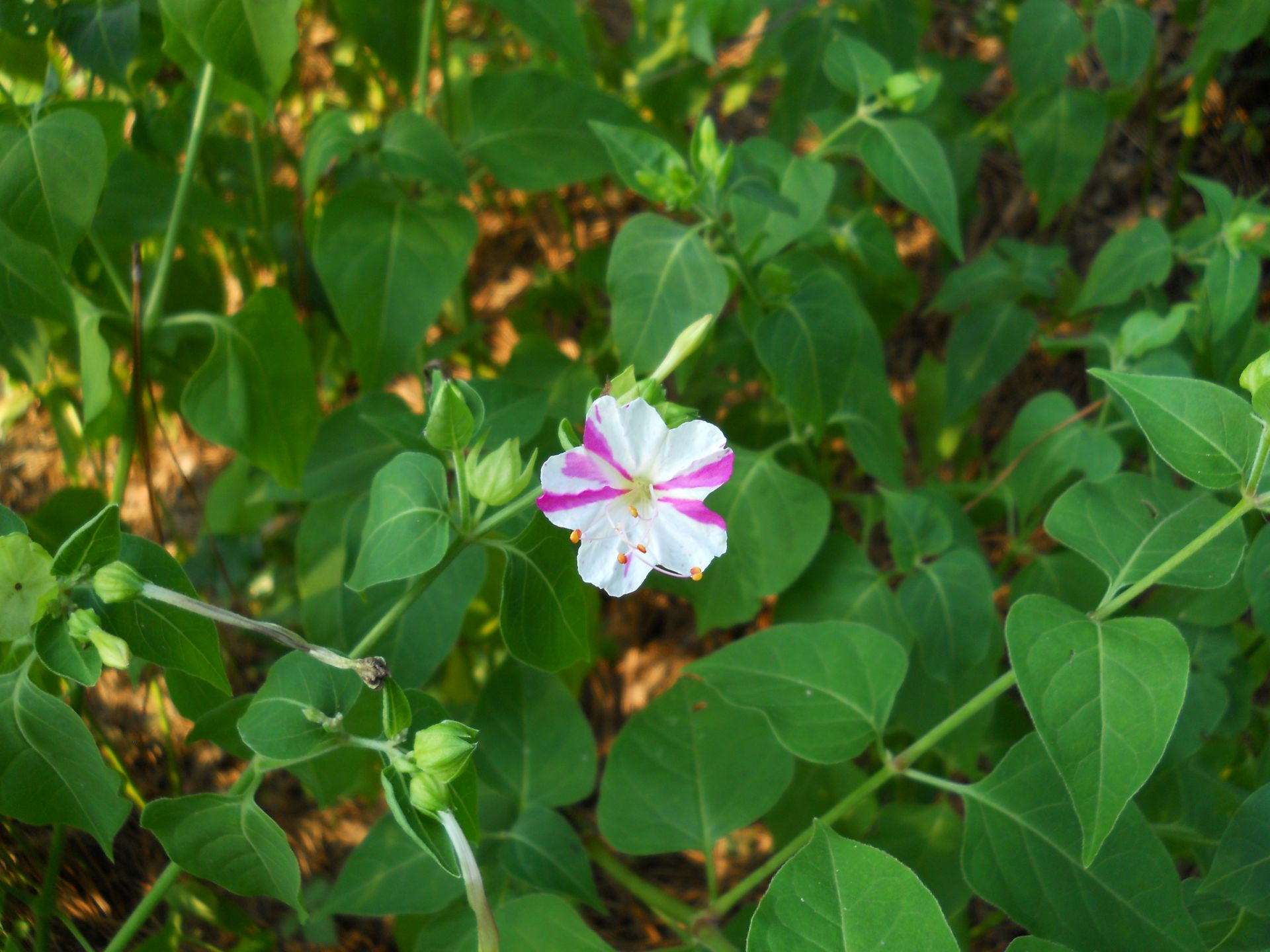
Пёстроцветковая форма
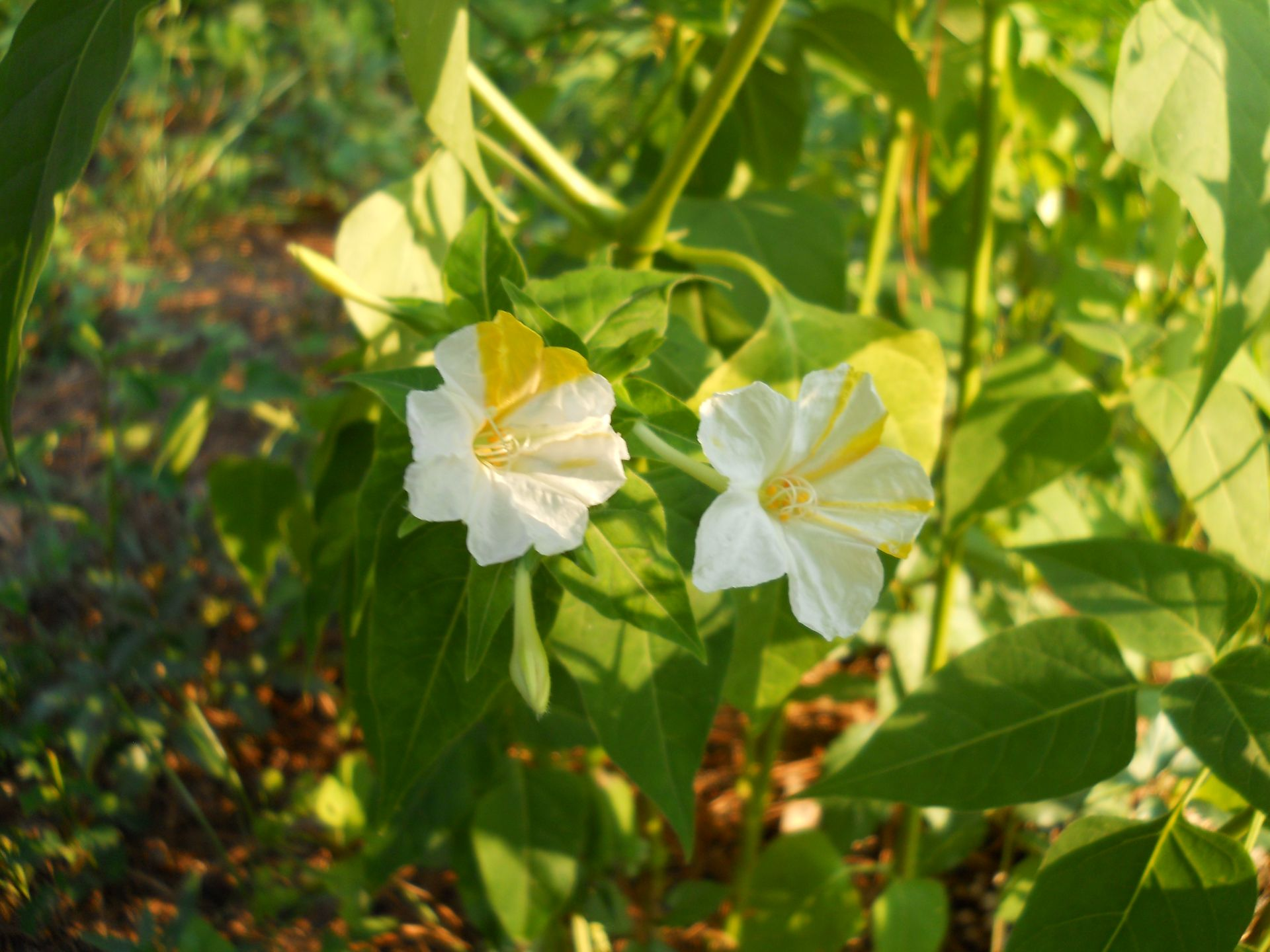
Пёстроцветковая форма
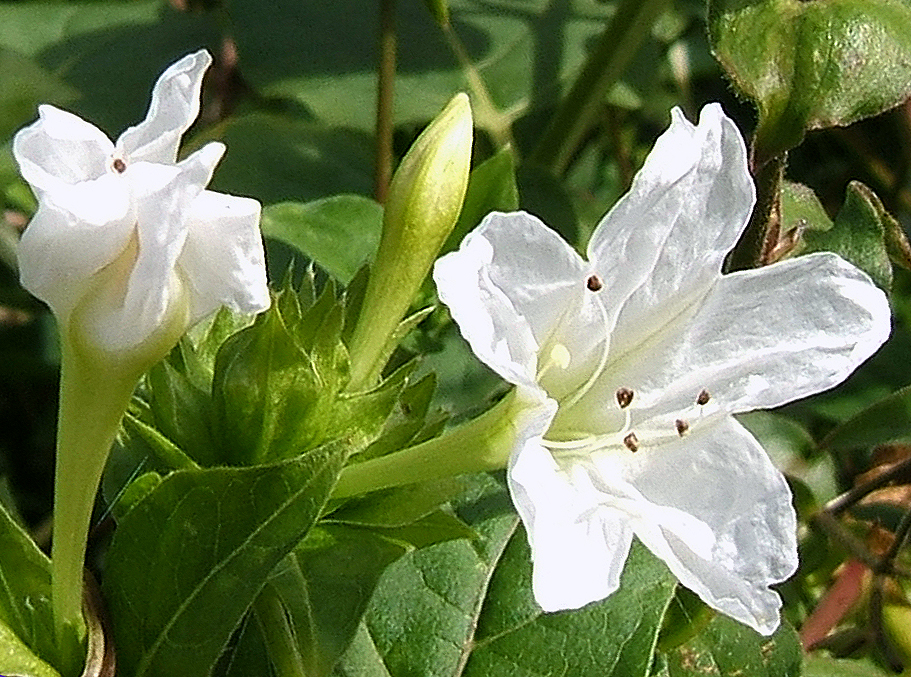
Белоцветковая форма
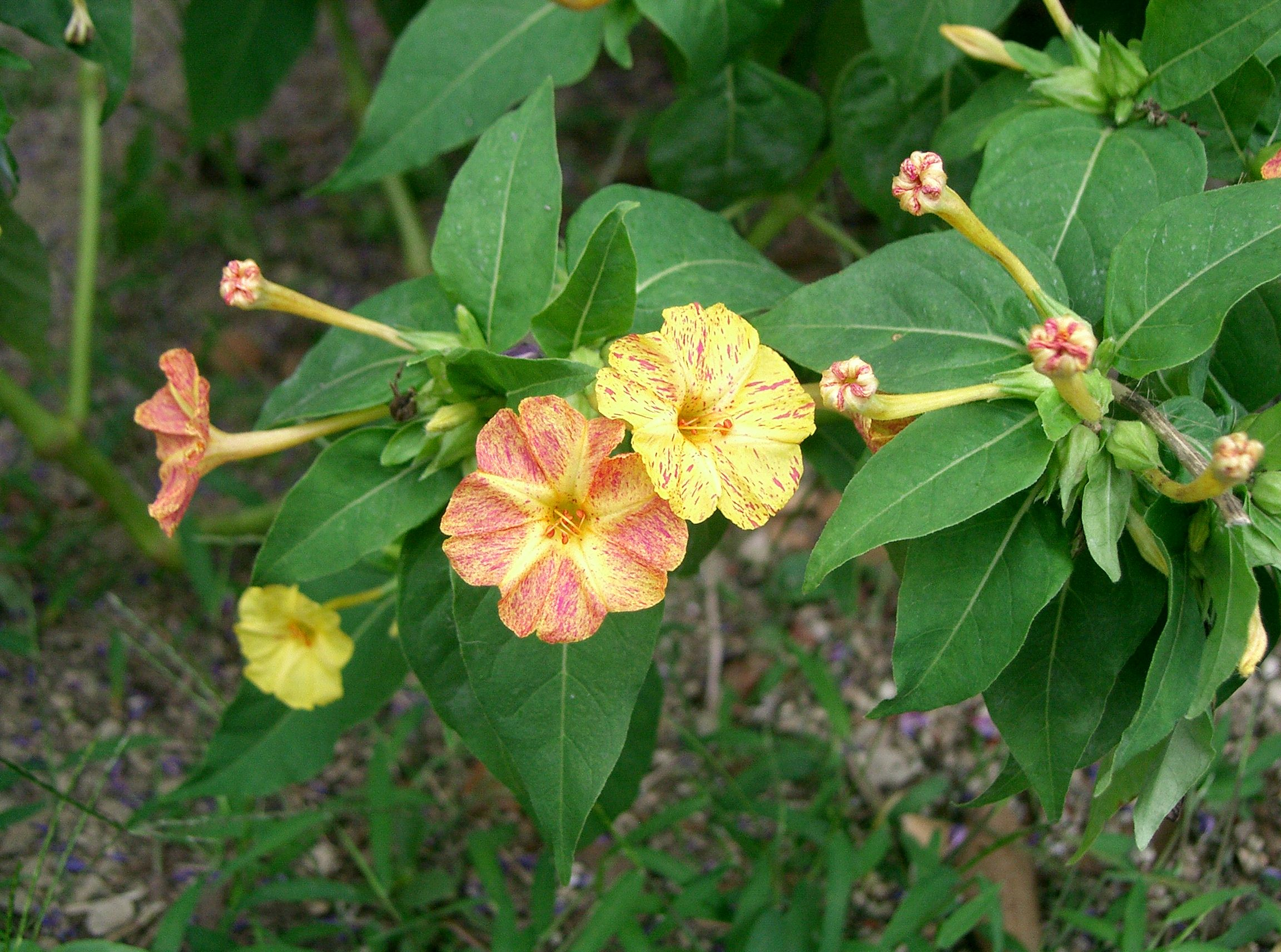
Оранжевоцветковая форма
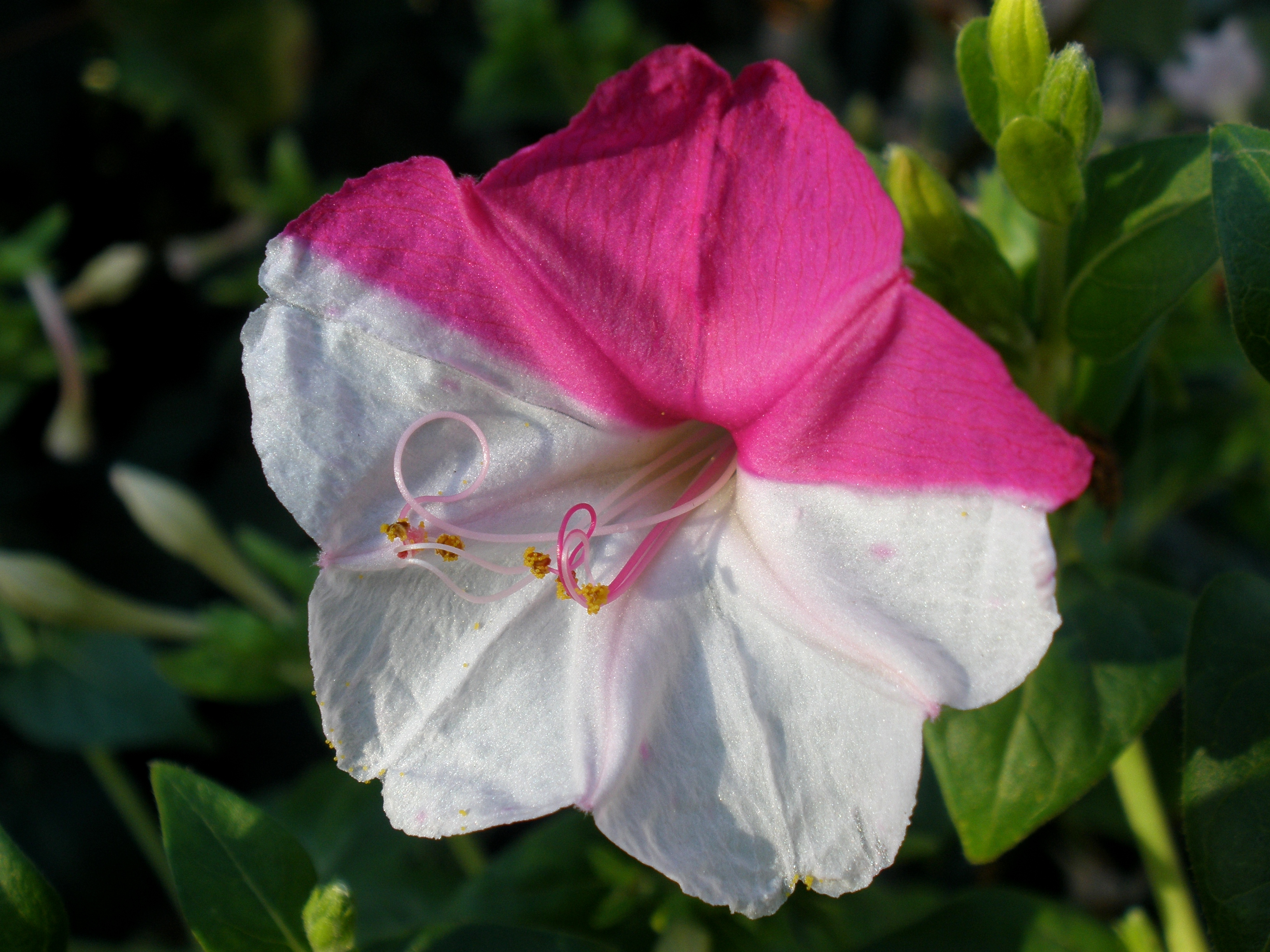
Наполовину белый и наполовину розовый цветок
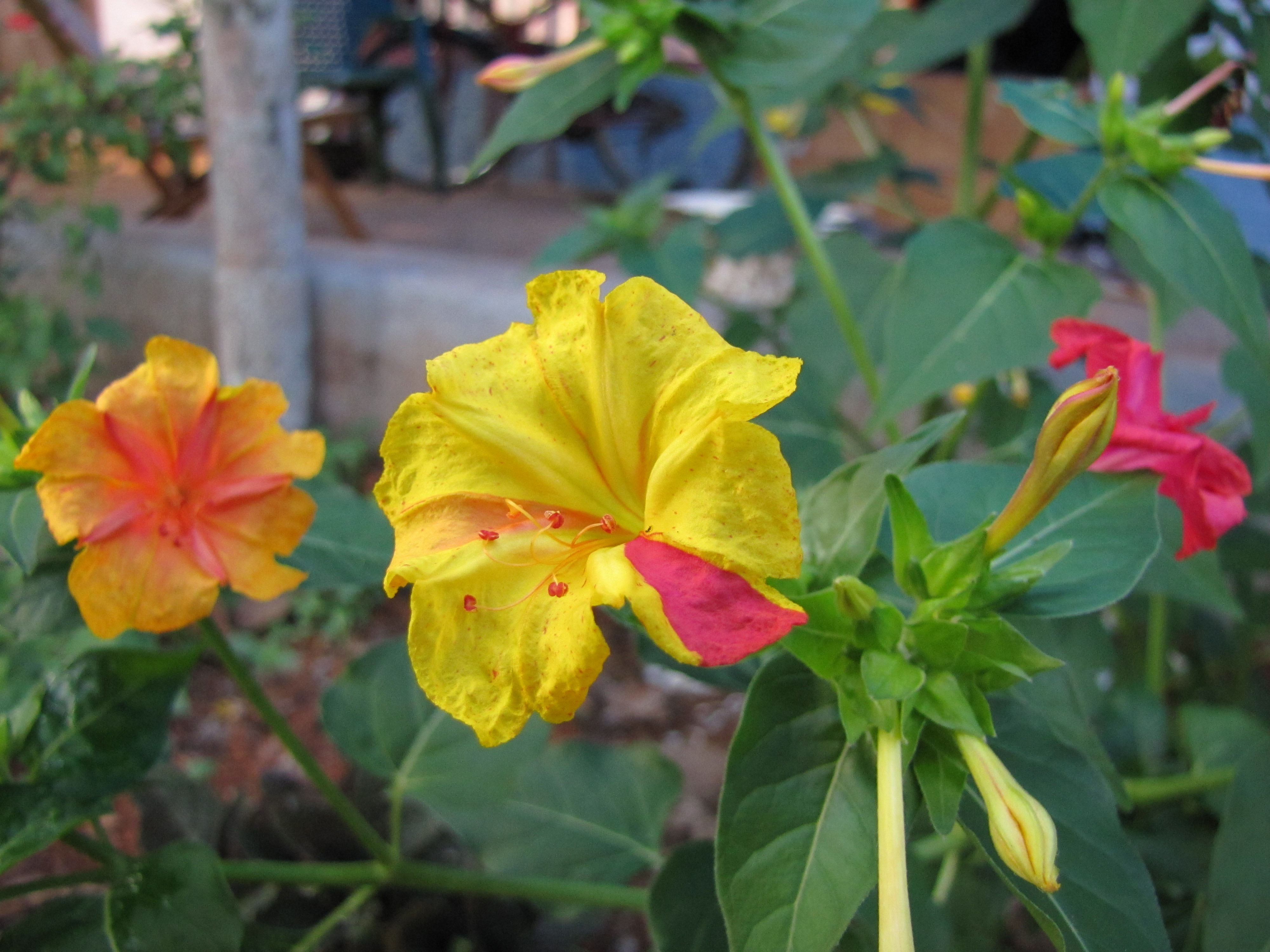
Окраска цветков может варьировать даже в пределах одного растения

## Синонимика
- Jalapa congesta Moench
- Jalapa officinalis Garsault
- Mirabilis ambigua Trautv.
- Mirabilis pedunculata Stokes
- Mirabilis planiflora Trautv.
- Mirabilis pubescens Zipp. ex Span.
- Mirabilis suaveolens Billb. ex Beurl.
- Mirabilis xalapa Noronha
- Nyctago hortensis Juss. ex Roem. & Schult.
- Nyctago jalapae (L.) DC.
- Nyctago versicolor Salisb.[15]